# Astronotus crassipinnis
Astronotus crassipinnis är en fiskart som först beskrevs av Heckel, 1840.  Astronotus crassipinnis ingår i släktet Astronotus och familjen Cichlidae. Inga underarter finns listade.

## Bildgalleri

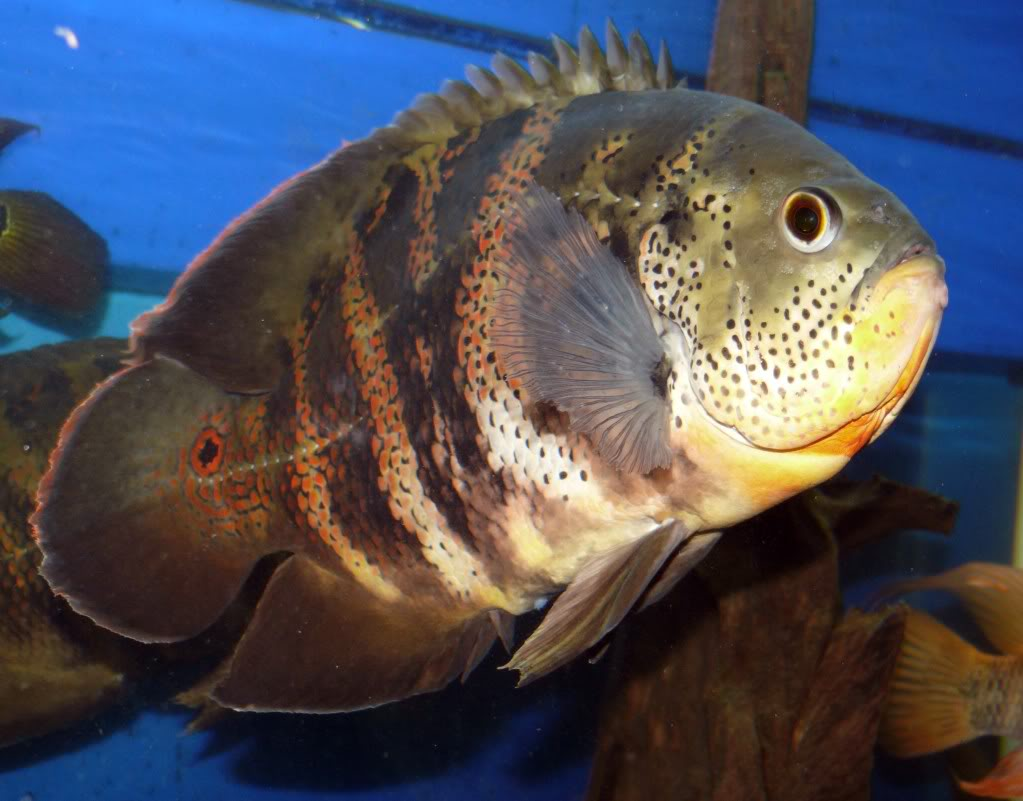